# فرانكوفيل

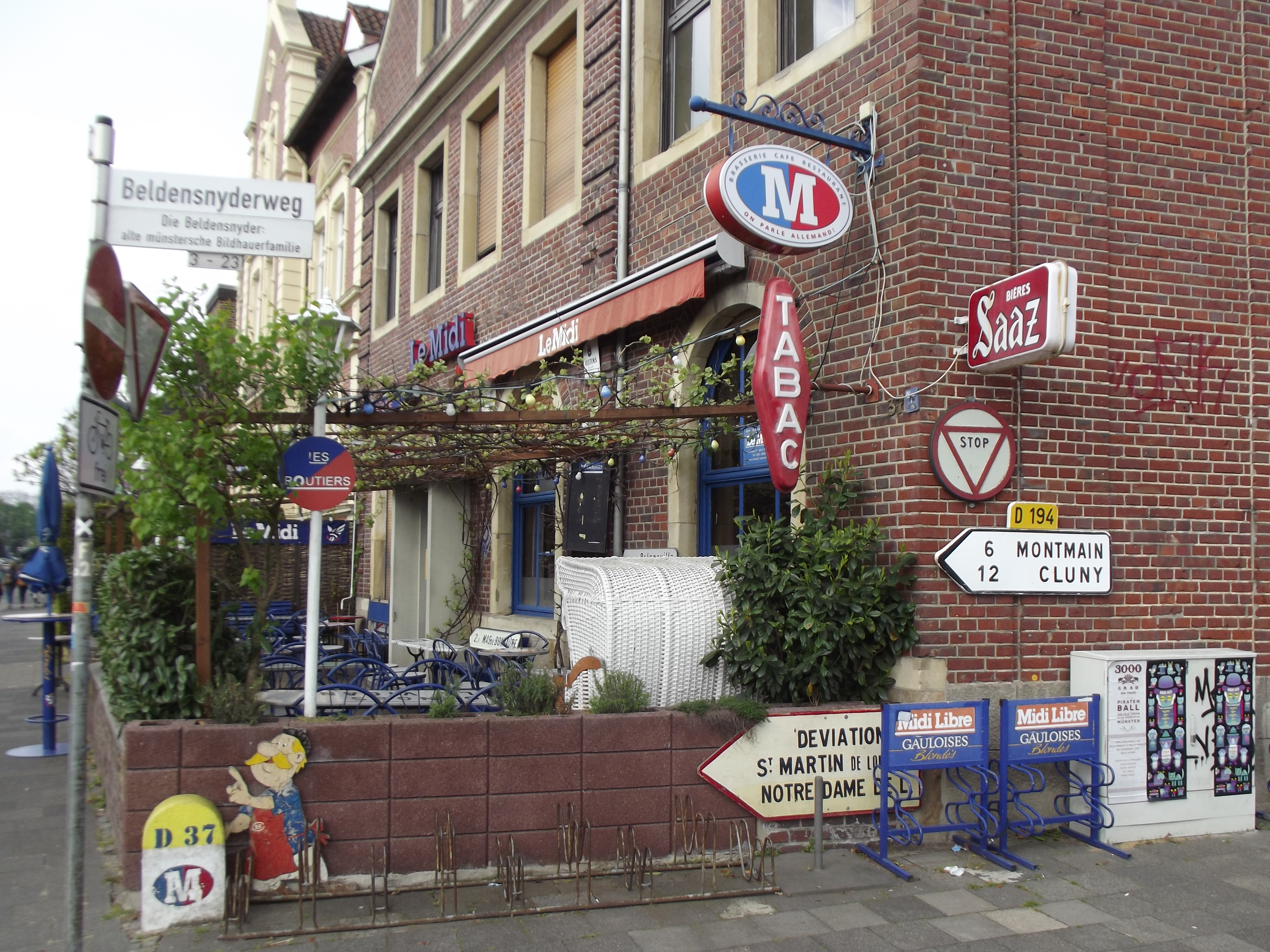
مطعم فرانكوفيل في ألمانيا.

فرانكوفيل هي عشق وحب وتقدير لفرنسا وثقافتها وتاريخها ولغاتها وأدبها ومطبخها ومجتمعتها وتطورها.
في المستعمرات الفرنسية السابقة كثيرًا ما تبنت النخب في المستعمرات السابقة الثقافة واللغة الفرنسية واعتمدت العديد من العادات الفرنسية. في بلدان أوروبية أخرى مثل رومانيا وروسيا، كما كانت الثقافة الفرنسية ذات شعبية بين الطبقات المتعلمة.
تاريخيًا، ارتبطت الفرانكوفيل مع أنصار فلسفة التنوير في أوروبا وأمريكا اللاتينية أثناء وبعد الثورة الفرنسية، حيث تبنت الانتفاضات الديمقراطية ضد الأنظمة الأستبدادية في أوروبا فلسفة الثورة الفرنسية.